# Гиљермо Молина
Гиљермо Молина Риос (шп. Guillermo Molina Ríos; Сеута, 16. март 1984) је шпански ватерполиста. Игра је на позицији центра.
Са репрезентацијом Шпаније је освојио златну медаљу на Светском првенству 2001. у Фукуоки, сребрну медаљу на Светском првентву 2009. у Риму, бронзану медаљу на Светском првентву 2007. у Мелбурну и бронзану медаљу на Европском првенству у ватерполу 2006. у Београду.